# Championnat de France de football de deuxième division 1996-1997
Navigation
Division 2 1995-1996 Division 2 1997-1998
Cette page résume les résultats de la saison du Championnat de France de football Division 2 1996-1997.

## Les 22 clubs participants
| - Amiens SC - AS Beauvais Oise - FCO Charleville - LB Châteauroux | - SAS Épinal - FC Gueugnon - Stade lavallois - Le Mans UC - FC Lorient | - CS Louhans-Cuiseaux - FC Martigues - FC Mulhouse Sud Alsace - Chamois niortais FC - Perpignan FC | - AS Red Star - Stade briochin - AS Saint-Étienne - FC Sochaux | - Sporting Toulon Var - Toulouse FC - ES Troyes AC - ASOA Valence |

## Classement
| Rang | Équipe                  | Pts | J  | G  | N  | P  | Bp | Bc | Diff |
| ---- | ----------------------- | --- | -- | -- | -- | -- | -- | -- | ---- |
| 1    | LB Châteauroux          | 76  | 42 | 20 | 16 | 6  | 54 | 27 | +27  |
| 2    | Toulouse FC             | 75  | 42 | 22 | 9  | 11 | 61 | 32 | +29  |
| 3    | FC Martigues R          | 67  | 42 | 17 | 16 | 9  | 54 | 33 | +21  |
| 4    | FC Gueugnon R           | 67  | 42 | 19 | 10 | 13 | 54 | 47 | +7   |
| 5    | Chamois niortais FC     | 65  | 42 | 16 | 17 | 9  | 44 | 36 | +8   |
| 6    | Le Mans UC 72           | 62  | 42 | 15 | 17 | 10 | 49 | 41 | +8   |
| 7    | AS Beauvais Oise P      | 61  | 42 | 15 | 16 | 11 | 43 | 43 | 0    |
| 8    | Stade lavallois         | 58  | 42 | 14 | 16 | 12 | 48 | 39 | +9   |
| 9    | FC Lorient-Bretagne Sud | 58  | 42 | 15 | 13 | 14 | 50 | 50 | 0    |
| 10   | ASOA Valence            | 58  | 42 | 17 | 7  | 18 | 48 | 53 | -5   |
| 11   | FC Sochaux              | 57  | 42 | 14 | 15 | 13 | 54 | 47 | +7   |
| 12   | FC Mulhouse Sud Alsace  | 54  | 42 | 14 | 12 | 16 | 51 | 49 | +2   |
| 13   | AS Red Star 93          | 54  | 42 | 12 | 18 | 12 | 50 | 48 | +2   |
| 14   | Sporting Toulon Var P   | 54  | 42 | 14 | 12 | 16 | 50 | 57 | -7   |
| 15   | Amiens SC               | 52  | 42 | 13 | 13 | 16 | 44 | 47 | -3   |
| 16   | Perpignan FC            | 51  | 42 | 11 | 18 | 13 | 38 | 42 | -4   |
| 17   | AS Saint-Étienne R      | 51  | 42 | 12 | 15 | 15 | 48 | 56 | -8   |
| 18   | CS Louhans-Cuiseaux 71  | 51  | 42 | 13 | 12 | 17 | 39 | 52 | -13  |
| 19   | FCO Charleville         | 49  | 42 | 10 | 19 | 13 | 37 | 48 | -11  |
| 20   | ES Troyes AC P          | 48  | 42 | 10 | 18 | 14 | 36 | 42 | -6   |
| 21   | Stade briochin P        | 38  | 42 | 9  | 11 | 22 | 32 | 46 | -14  |
| 22   | SAS Épinal              | 26  | 42 | 6  | 8  | 28 | 26 | 75 | -49  |

Promotions et relégations
- Promotion en Division 1 1997-1998
- Repêchage en Division 2 1997-1998
- Relégation en National 1997-1998
- Rétrogradation administrative

Abréviations
- P : Promu de National 1 1995-1996
- R : Relégué de Division 1 1995-1996

1. ↑  L'ES Troyes AC est finalement repêché à la suite du dépôt de bilan du Perpignan FC rétrogradé en Division d'Honneur.
2. ↑  À la suite de la liquidation judiciaire de l'équipe du Stade briochin, le club a été exclu du championnat à partir du 24 mars 1997. Les résultats des équipes ayant joué contre le club restent acquis, mais ceux qui devaient rencontrer le Stade briochin gagnent leur match 1-0 sur décision administrative. Le club est rétrogradé en CFA 2

### Bilan de la saison
Seulement deux clubs montent en D1 à la suite du passage de la D1 de 20 à 18 clubs pour la saison 1997-1998. Par contre, quatre clubs de D1 sont relégués en D2 pour la saison 1997-1998.

## Buteurs
| Place | Joueur            | Nationalité | Club                    | Buts |
| ----- | ----------------- | ----------- | ----------------------- | ---- |
| 1     | Samuel Michel     | France      | FC Sochaux-Montbéliard  | 23   |
| 2     | Samba N'Diaye     | Sénégal     | AS Saint-Étienne        | 19   |
| 3     | Bernard Bouger    | France      | FC Lorient-Bretagne Sud | 18   |
| 4     | Jean-Marc Ferreri | France      | Sporting Toulon Var     | 17   |
| 5     | Régis Brouard     | France      | Red Star 93             | 14   |
| -     | Yannick Le Saux   | France      | Stade briochin          | 14   |
| 7     | Lakhdar Adjali    | Algérie     | Amiens SCF              | 13   |
| -     | Olivier Pickeu    | France      | Amiens SCF              | 13   |
| -     | Laurent Dufresne  | France      | LB Châteauroux          | 13   |
| -     | David Rinçon      | France      | FC Mulhouse Sud Alsace  | 13   |

## Les champions de France de division 2
| Joueur                | Nationalité                      | Poste             | Matchs joués | Buts |
| --------------------- | -------------------------------- | ----------------- | ------------ | ---- |
| Victor Zvunka         | France                           | Entraîneur        | 42           | -    |
| Laurent Dufresne      | France                           | Attaquant         | 42           | 13   |
| Nicolas Weber         | France                           | Défenseur         | 40           | 6    |
| Nicolas Baudoin       | France                           | Défenseur         | 40           | 0    |
| Ferdinand Coly        | Sénégal                          | Défenseur         | 39           | 3    |
| Pierre Chavrondier    | France                           | Défenseur         | 37           | 5    |
| Raouf Bouzaiene       | Tunisie                          | Défenseur         | 37           | 4    |
| Laurent Debrosse      | France                           | Milieu de terrain | 37           | 1    |
| David Le Frapper      | France                           | Milieu de terrain | 35           | 0    |
| Yann Lachuer          | France                           | Milieu de terrain | 32           | 9    |
| Jason Mayele          | République démocratique du Congo | Attaquant         | 31           | 7    |
| Franck Moulin         | France                           | Défenseur         | 29           | 0    |
| Frédéric Guéguen      | France                           | Gardien de but    | 25           | 0    |
| Jean-Claude Fernandes | France                           | Milieu de terrain | 22           | 1    |
| Régis Garrault        | France                           | Attaquant         | 22           | 0    |
| Karim El-Khebir       | Niger                            | Défenseur         | 17           | 1    |
| Ronan Le Crom         | France                           | Gardien de but    | 17           | 0    |
| Paulo Vida            | Portugal                         | Attaquant         | 17           | 1    |
| Frédéric Adam         | France                           | Milieu de terrain | 13           | 1    |
| Loïc Druon            | France                           | Défenseur         | 6            | 0    |
| Pascal Gastien        | France                           | Milieu de terrain | 6            | 0    |
| Sada N'Diaye          | France                           | Milieu de terrain | 6            | 0    |
| Devanir King          | Brésil                           | Défenseur         | 5            | 0    |
| Alain Béhi            | Côte d'Ivoire                    | Défenseur         | 3            | 0    |
| Ludovic Clément       | France                           | Défenseur         | 3            | 0    |
| Florent Malouda       | France                           | Milieu de terrain | 2            | 0    |